# Crosby, Isle of Man
Crosby är en ort i Marown på Isle of Man. Den ligger i den sydvästra delen av Isle of Man, 7 km nordväst om huvudstaden Douglas. Crosby ligger 47 meter över havet och antalet invånare är 900.